# أليكساندر بوخاروف
أليكساندر بوخاروف (بالروسية: Александр Евгеньевич Бухаров)‏ (12 مارس 1985 روسيا - ) هو لاعب كرة قدم روسي، يلعب كمهاجم.

## وصلات خارجية
أليكساندر بوخاروف على موقع الاتحاد الأوربي (الإنجليزية)
- أليكساندر بوخاروف على موقع قاعدة بيانات كرة القدم.إي يو (الإنجليزية)
- أليكساندر بوخاروف على موقع ناشيونال فوتبول تيمز (الإنجليزية)
- أليكساندر بوخاروف على موقع Soccerway.com (الإنجليزية)
- أليكساندر بوخاروف على موقع عالم كرة القدم.نت (الإنجليزية)
- أليكساندر بوخاروف على موقع AS.com (الإسبانية)